# Phoebastria anglica
Phoebastria anglica ou Diomedea anglica é uma ave extinta, da família dos albatrozes, conhecida apenas pelo seu registo fóssil do Plioceno Médio ao Pleistoceno inicial da costa Atlântica da Carolina do Norte. Foram encontrados, também, sedimentos fósseis desta espécie, do Alto Plioceno, em Inglaterra, Suffolk, o que justifica o nome da espécie. Repare-se qu actualmente não existem albatrozes no Atlântico Norte, excepto em casos muito raros de aves que são desviadas das suas rotas normais.
A hipótese predominante quanto à sua extinção no Atlântico Norte propunha que estas aves tivessem migrado em direcção ao sul com o advento da Idade do Gelo, não tendo regressado posterioremente ao hemisfério norte devido ao enfraquecimento dos ventos equatoriais, que lhes permitiriam o regresso. Esta hipótese partia do pressuposto que esta espécie era mais aparentada com os géneros Diomedea e Thalassarche, presentes no Atlântico Sul. Contudo, estudos recentes, conduzidos por Cyril Walker, Robert Nudd da Faculdade de Biologia da Universidade de Leeds e Gareth Dyke da Escola da Biologia e Ciência Ambiental da Universidade de Dublin, a respeito da relação entre o comprimento da ulna e o comprimento do tarsometatarso desta espécie parecem demonstrar que está mais relacionada com o género Phoebastria, ou albatrozes do Pacífico Norte, que com os albatrozes que frequentam o Sul do Atlântico. Assim, as espécies do género Phoebastria teriam mantido contacto próximo, mantendo rotas ao longo do golfo que separava, na altura, o Oceano Atlântico do Oceano Pacífico, antes de o Continente Americano se juntar na América Central, com alterações ambientais no Atlântico que teriam levado à extinção desta ave, enquanto que as outras espécies congéneres, do Pacífico Norte, conseguiram manter o seu nicho ecológico.